# 2011 en Ouganda
Cet article présente les faits marquants de l'année 2011 en Ouganda.

## Évènements
- Vendredi 18 février 2011 : début des opérations de votes pour les élections législatives et présidentielle. 14 millions d'électeurs sont appelés aux urnes. Le chef de l’État sortant Yoweri Museveni (66 ans), au pouvoir depuis 1986, est favori face à 6 autres candidats. Son principal adversaire, Kizza Besigye, assure pouvoir l'emporter tout en brandissant la menace d'une révolte populaire en cas de fraudes massives[1].

- Dimanche 20 février 2011 : selon les résultats de l'élection présidentielle le président ougandais sortant Yoweri Museveni est élu dès le premier tour avec 68,38 % des voix. Son principal adversaire Kizza Besigye obtient 26,01 % des suffrages exprimés et les six autres candidats se partagent les quelque 5,6 % restants[2].

- Lundi 21 février 2011 : plusieurs candidats de l'opposition — Kizza Besigye, Olara Otunnu et Samuel Lubega — ont rejeté les résultats de l'élection présidentielle en Ouganda, qui a vu la large victoire dès le premier tour du chef de l'État sortant Yoweri Museveni[3].

- Jeudi 24 février 2011 : plusieurs candidats malheureux à l'élection présidentielle ont appelé les Ougandais à « manifester pacifiquement » contre les résultats du scrutin[4].

- Lundi 11 avril 2011 : arrestation du principal leader de l'opposition, Kizza Besigye, lors d'une manifestation non autorisée[5].

- Vendredi 15 avril 2011 : grève à l'Université de Kampala suivie par quelque 8 000 étudiants qui manifestent contre l'augmentation des frais de scolarité. Les affrontements ont fait 57 blessés[6].

- Lundi 18 avril 2011 : le dirigeant d'opposition Kizza Besigye a été arrêté par la police à Kampala pour l'empêcher de participer à une manifestation contre la vie chère[7].

- Mardi 19 avril 2011 : les manifestations organisées par l'opposition dans plusieurs villes  pour protester contre la vie chère ont fait au moins quatre morts et 167 blessés en une semaine[8].

- Jeudi 21 avril 2011 : le dirigeant d'opposition Kizza Besigye a été arrêté pour la troisième fois par la police à Kampala lors d'une manifestation contre la vie chère dispersée à coups de gaz lacrymogène[9].

- Jeudi 28 avril 2011 : le dirigeant d'opposition Kizza Besigye a été arrêté pour la quatrième fois par la police à Kampala.

- Vendredi 29 avril 2011 : des émeutes ont éclaté au centre-ville et dans les quartiers populaires de Kampala faisant deux morts et au moins 120 blessés. La police a procédé à quelque 360 arrestations. Les forces de l'ordre auraient fait usage d'armes à feu[10].

- Jeudi 12 mai 2011 : au moins dix journalistes ont été blessés à Kampala lors de la répression d'une manifestation des partisans de l'opposant Kizza Besigye de retour au Kenya[11].